# Дечије позориште Чарапа
Дечије позориште Чарапа основано је 1996.године у Крушевцу. Сцена у Београду отворена је 2004. године у Културном Центру Чукарица. Од 2012.године представе позориште Чарапа изводи недељом у Дечијем културном центру Београд, у Таковској улици број 8. Позориште се осим представа, бави промовисањем позоришта у малим срединама пројектима „Чарапа на точковима“ и „Позориште за СВУ децу“. Позориште се, као део организације Удружења грађана ЕКО АРТ од 2009.године бави заштитом животне средине и рециклажом пројектима „И ја бринем о својој планети“ и „Лименкица – улазница“. Дечије позориште „Чарапа“ члан је међународне асоцијације позоришта за децу ASSITEJ.